# Пять рублей
Пять рубле́й (5 рубле́й; разг. пятёрка) — традиционный номинал банкнот и монет Российской империи, РСФСР, СССР, РФ.

## История
Выпуск денежных знаков номиналом 5 рублей берёт своё начало с времён правления императрицы Елизаветы Петровны и продолжается по наше время.

## Монеты

### Монеты регулярного чекана до 1917 года
Впервые в России пять рублей чеканили в 1755 году при Елизавете Петровне. После этого монета чеканилась при всех российских императорах.
Содержание золота в монете менялось. При Елизавете Петровне выпускались монеты 917-й пробы. Павел I повысил содержание золота в монете до 986-й пробы. В 1818 году выпущена монета пять рублей 917-й пробы, с масонским гербом. Император Александр III понизил содержание золота в монете до 900-й пробы; в дальнейшем качество монет не менялось.

### Монеты регулярного чекана с 1991 года
В Советском Союзе в серийное обращение монета номиналом в пять рублей вошла только в 1991 году, во время денежной реформы в СССР.
Современные пять рублей чеканятся с 1997 года Санкт-петербургским монетным двором и Московским монетным двором. Первоначально монета чеканилась из меди, плакированной мельхиором. В 2002 и 2016 годах был изменён аверс монет. В 2009 году начата чеканка монет из стали с никелевым гальванопокрытием.

### Памятные монеты

#### из медно-никелевого сплава
Первая памятная пятирублёвая монета из медно-никелевого сплава была выпущена в 1987 году в честь 70-летия Октябрьской революции. Выпуск памятных пятирублёвых монет СССР был продолжен вплоть до 1991 года.

#### из стали
В 2012 году Центральный Банк России выпустил серию из десяти памятных пятирублёвых монет, посвящённых сражениям и знаменательным событиям Отечественной войны 1812 года и заграничным походам русской армии 1812—1814 годов:
- Сражение при Красном
- Смоленское сражение
- Бородинское сражение
- Бой при Вязьме
- Малоярославецкое сражение
- Тарутинское сражение
- Сражение при Березине
- Сражение у Кульма
- Лейпцигское сражение
- Взятие Парижа

В 2014 году была выпущена серия, посвящённая 70-летию Победы советского народа в Великой Отечественной войне. Она включала в себя освободительные операции и битвы советских воинов. Всего выпущено 18 монет.
- Битва под Москвой
- Сталинградская битва
- Битва за Кавказ
- Курская битва
- Битва за Днепр
- Битва за Ленинград
- Днепровско-Карпатская операция
- Львовско-Сандомирская операция
- Ясско-Кишиневская операция
- Белорусская операция
- Прибалтийская операция
- Операция по освобождению Карелии и Заполярья
- Будапештская операция
- Висло-Одерская операция
- Восточно-Прусская операция
- Венская операция
- Берлинская операция
- Пражская операция

В 2015 году было выпущено 5 монет, посвящённые обороне Крыма и Севастополя.
- Оборона Севастополя
- Оборона Аджимушкайских каменоломен
- Керченско-Эльтигенская десантная операция
- Крымская стратегическая наступательная операция
- Партизанам и подпольщикам Крыма

Помимо серии монет, посвящённой обороне Крыма и Севастополя, в 2015 году была выпущена памятная пятирублёвая монета, посвящённая 170-летию Русского географического общества.
В 2016 году было выпущено 14 монет, посвящённые освобождённым столицам мира советскими воинами.
- Киев
- Минск
- Вильнюс
- Кишинёв
- Бухарест
- Таллин
- Рига
- Белград
- Варшава
- Будапешт
- Братислава
- Вена
- Берлин
- Прага

Помимо серии монет, посвящённой освобождённым столицам мира советскими воинами, в 2016 году была выпущена монета, посвящённая 150-летию Российского исторического общества.
Все монеты были выпущены на Московском монетном дворе.

#### из серебра
Первая памятная пятирублёвая монета из серебра была выпущена в 1977 году в рамках серии монет, посвящённых Летним Олимпийским играм 1980 года. В последующие годы выпуск памятных пятирублёвых монет был продолжен.

#### золото-серебряные серии Золотое кольцо
С 2004 по 2008 отчеканено 6 пятирублёвых монет серии Золотое кольцо — каждая монета представляет собой диск из серебра, обрамлённый кольцом из золота.

## Банкноты
Первые банкноты номиналом в пять рублей появились в Российской империи во второй половине XVIII века в виде ассигнаций.
Затем, в 1898 году начался серийный выпуск государственных кредитных билетов номиналом в 5 рублей. В 1909 году в обращение вошла новая серия банкнот с обновлённым дизайном.
В СССР банкнота 5 рублей печаталась в виде государственного казначейского билета и выпускалась практически регулярно. Выпуск банкнот перестал осуществляться лишь с 1991 года, в связи с вспыхнувшей инфляцией.
После денежной реформы 1998 года печать банкноты возобновлена, однако её постепенно начала заменять монета соответствующего номинала. С 2001 года печать банкноты прекращена, однако банкнота образца 1997 года является законным платёжным средством.
В конце 2022 года печать 5-рублёвых банкнот вновь возобновлена. Основным их отличием от старых банкнот является лаковое покрытие.

## Характеристики банкнот
| Изображение     | Изображение       | Размеры (мм) | Основные цвета         | Описание | Описание                                                                                     | Описание                               | Дата выхода                |
| Лицевая сторона | Оборотная сторона | Размеры (мм) | Основные цвета         | Лицевая сторона | Оборотная сторона                                                                            | Водяной знак                           | Дата выхода                |
| --------------- | ----------------- | ------------ | ---------------------- | --- | -------------------------------------------------------------------------------------------- | -------------------------------------- | -------------------------- |
|                 |                   | 99×158       | Синий, розовый         | Номинал, орнамент | Номинал прописью, год печати                                                                 |                                        | 1898                       |
|                 |                   | 99×158       | Синий, розовый         | Номинал, растительный орнамент | Номинал, растительный орнамент, герб Российской империи                                      |                                        | 1909                       |
|                 |                   | 124×75       | Синий                  | Номинал цифрами и прописью, орнамент | Герб Временного правительства, номинал                                                       |                                        | 1918                       |
|                 |                   | 40×48        | Синий                  | Герб РСФСР, номинал цифрами и прописью | Номинал цифрами и прописью, орнамент                                                         |                                        | 1921                       |
|                 |                   | 152×76       | Синий                  | Герб РСФСР, номинал цифрами и прописью | Номинал, текст условий деноминации                                                           | Есть                                   | 1922                       |
|                 |                   | 40×66        | Синий                  | Герб РСФСР, номинал цифрами и прописью | —                                                                                            | Есть                                   | 1922                       |
|                 |                   | 120×75       | Зелёный                | Герб РСФСР, номинал цифрами и прописью | Номинал, текст условий деноминации                                                           | Есть                                   | 1923                       |
|                 |                   | 120×75       | Зелёный                | Герб РСФСР, номинал цифрами и прописью | Номинал, текст условий деноминации                                                           | Есть                                   | 1923                       |
|                 |                   | 181×86       | Розовый                | Номинал, герб СССР | Номинал цифрами и прописью на языках республик СССР                                          | «5 рублей»                             | 1924                       |
|                 |                   | 165×70       | Чёрный, розовый, синий | Номинал цифрами и прописью на языках республик СССР, герб СССР, орнамент, портрет рабочего, подписи народного комиссара финансов и кассира, год выпуска                                   | Номинал цифрами и прописью на языках республик СССР, орнамент, текст про казначейские билеты | Цифра «5» в лучах                      | 1925                       |
|                 |                   | 136×68       | Синий                  | Номинал цифрами и прописью на языках республик СССР, герб СССР, текст о казначейских билетах, год выпуска, подпись народного комиссара финансов Гринько (или без подписи после 1937 года) | Номинал цифрой, орнамент                                                                     | Отсутствовал                           | 1934                       |
|                 |                   | 145×70       | Синий                  | Номинал цифрами и прописью, герб СССР, портрет лётчика, год выпуска | Номинал цифрами и прописью на 11 языках республик СССР, орнамент                             | Отсутствовал                           | 1938                       |
|                 |                   | 88×143       | Голубой                | Номинал цифрами и прописью на языках республик СССР, герб СССР. Герб имеет 16 полос и номинал написан на 16 языках до 1956 года, когда была упразднена КФССР, после — 15                  | Номинал цифрой и прописью, растительный орнамент, текст о казначейских билетах               | Звёзды                                 | 16 декабря 1947, март 1957 |
|                 |                   | 113×57       | Голубой                | Номинал цифрами и прописью, герб СССР, Спасская башня Кремля | Номинал цифрами и прописью на 15 официальных языках республик СССР                           | Тёмные и светлые пятиконечные звёзды   | 1 января 1961              |
|                 |                   | 113×57       | Голубой, розовый       | Надпись «Билет Государственного банка СССР», герб СССР, Спасская башня Кремля | Номинал цифрами и прописью на русском языке                                                  | Пятиконечные звёзды и волнистые полосы | 27 июня 1991               |
|                 |                   | 137×61       | Зелёный                | Номинал цифрами и прописью, Памятник «Тысячелетие России» на фоне Софийского собора | Номинал цифрами и прописью, Княжая, Спасская и Дворцовая башни Новгородского детинца         | «5», Софийский собор                   | 1 января 1998              |

## Характеристики монет
| Изображение | Диаметр | Масса                               | Реверс                                    | Аверс                                         | Материал                            | Годы выпуска                                                        |
| ----------- | ------- | ----------------------------------- | ----------------------------------------- | --------------------------------------------- | ----------------------------------- | ------------------------------------------------------------------- |
|             | 22,6 мм | 6,54 г                              | растительный орнамент, вес чистого золота | герб Российской империи, номинал, год чеканки | золото                              | 1817—1831                                                           |
|             | 22,6 мм | 6,54 г                              | номинал, вес чистого золота, год чеканки  | герб Российской империи                       | золото                              | 1832—1858                                                           |
|             | 22,6 мм | 6,54 г                              | номинал, вес чистого золота, год чеканки  | герб Российской империи                       | золото                              | 1859—1885                                                           |
|             | 22,6 мм | 6,45 г                              | номинал, герб Российской империи          | Александр III                                 | золото                              | 1886—1894                                                           |
|             | 22,6 мм | 6,45 г                              | номинал, герб Российской империи          | Николай II                                    | золото                              | 1895—1896 (пробная монета с тиражом несколько десятков экземпляров) |
|             | 18,5 мм | 4,3 г                               | номинал, герб Российской империи          | Николай II                                    | золото                              | 1897—1911                                                           |
|             | 24 мм   | 5,25 г                              | номинал, растительный орнамент            | государственный банк СССР                     | медно-никелевый сплав               | 1991                                                                |
|             | 21,9 мм | 4,1 г                               | номинал, растительный орнамент            | двуглавый орёл                                | сталь, плакированная латунью        | 1992                                                                |
|             | 25 мм   | 6,45 г                              | номинал, растительный орнамент            | номинал, двуглавый орёл, год чеканки          | медь, плакированная мельхиором      | 1997—2001                                                           |
|             | 25 мм   | 6,45 г                              | номинал, растительный орнамент            | номинал, двуглавый орёл, год чеканки          | медь, плакированная мельхиором      | 2002—2009                                                           |
| 6,0 г       | 25 мм   | сталь с никелевым гальванопокрытием | номинал, растительный орнамент            | номинал, двуглавый орёл, год чеканки          | 2009—2015                           |                                                                     |
|             | 25 мм   | 6,0 г                               | номинал, растительный орнамент            | Герб РФ, год чеканки                          | сталь с никелевым гальванопокрытием | 2016—н. в.                                                          |

## В других странах
Кроме России, банкноты и монеты номиналом 5 рублей выпускались в Германской империи (ост-рубль), УНР, Латвии (буржуазной и ЛатССР), Донской области, ВСЮР, сепаратистскими правительствами и отдельными городами на территории Российской империи, а в последние годы — в Белоруссии (имеют хождение), Латвии (1919—1922, 1992—1993), Приднестровье (имеют хождение), Таджикистане (1995—2000).

## Галерея банкнот и монет

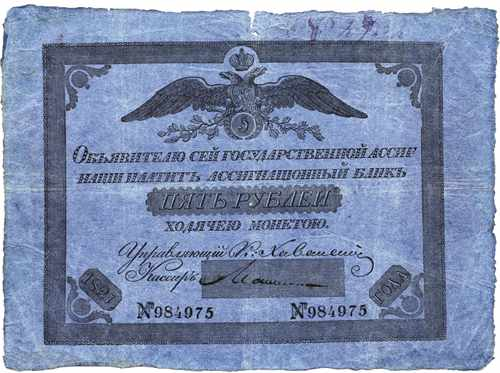
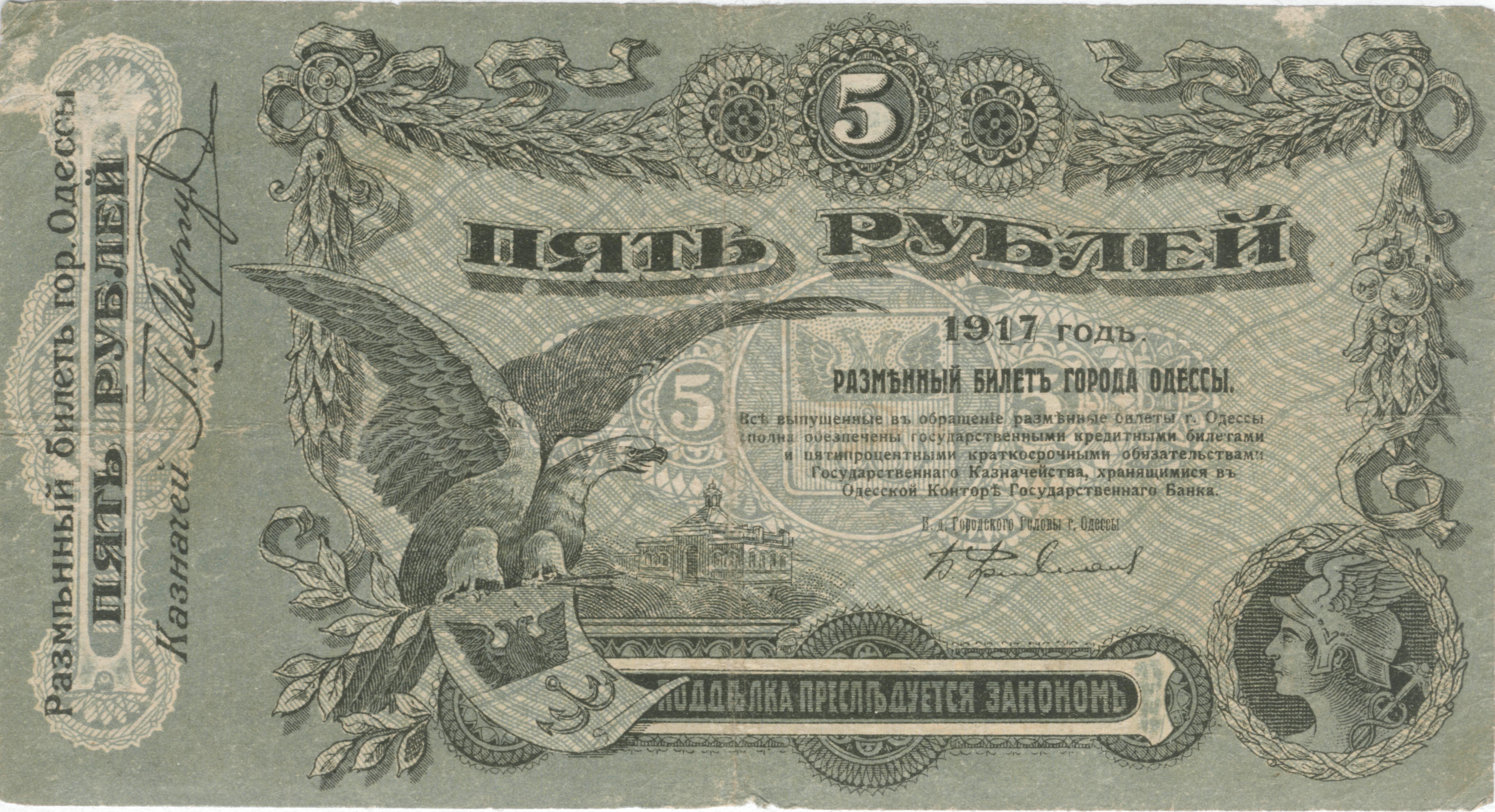
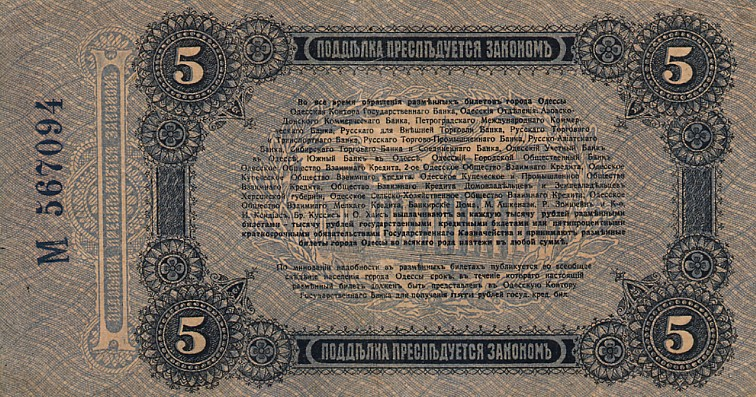
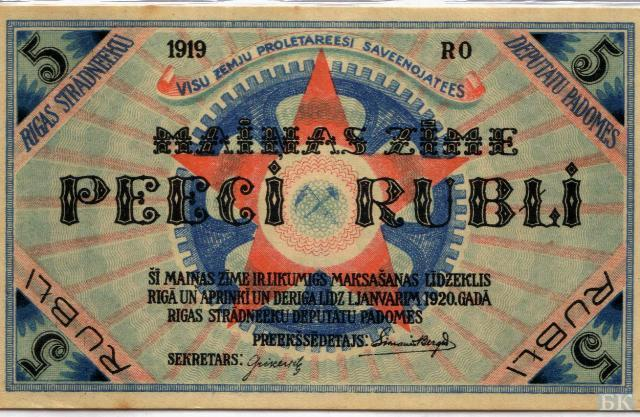
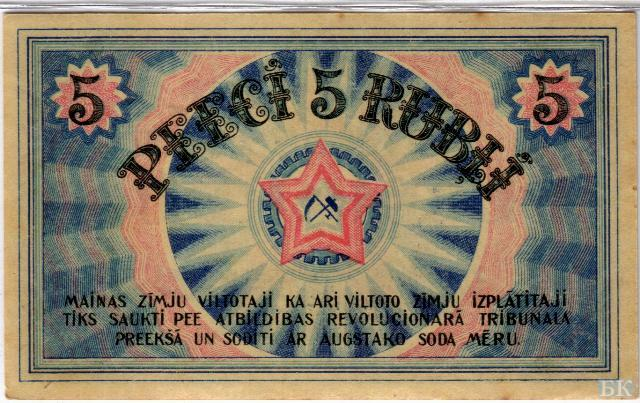
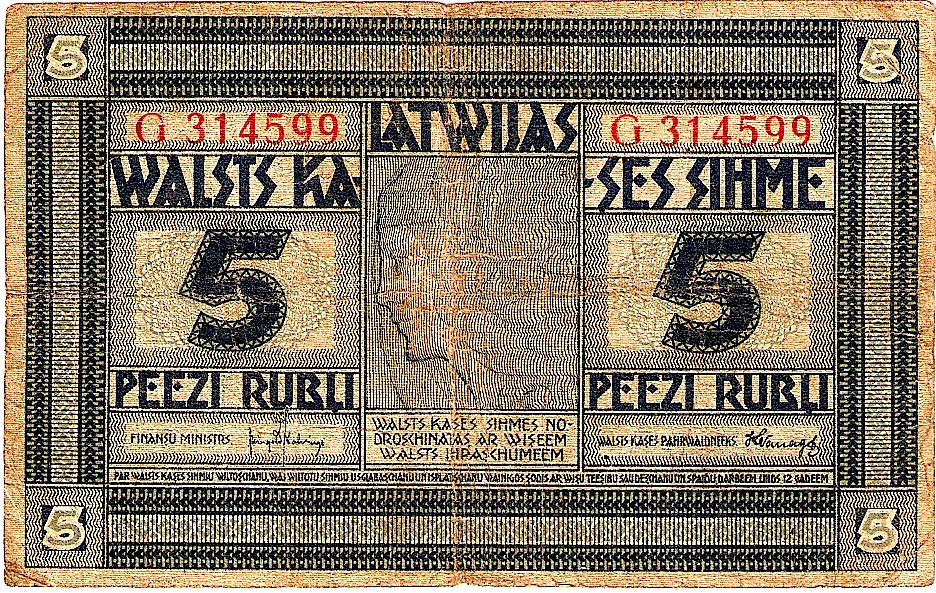
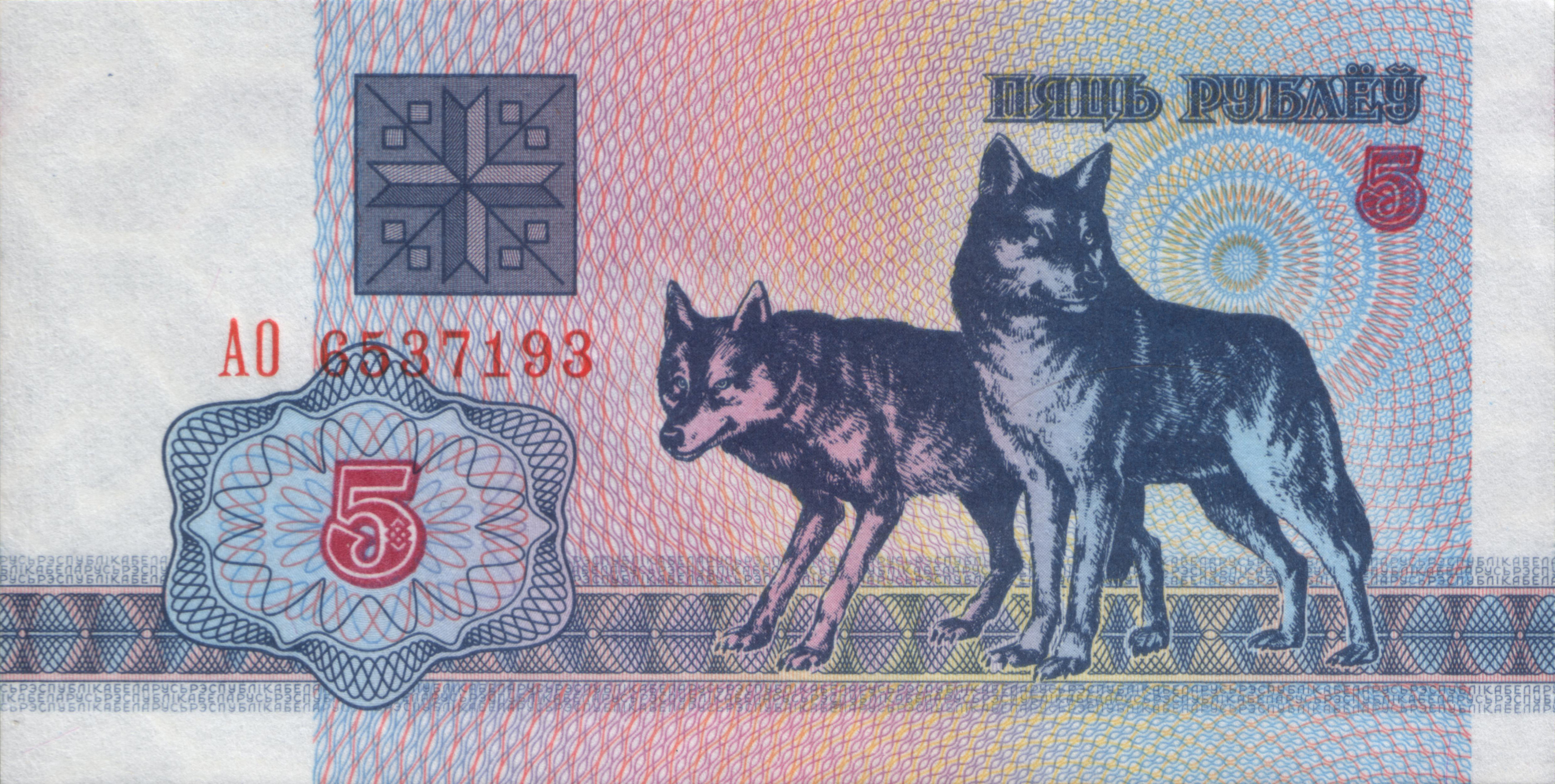
Белорусские 5 рублей (1992). Аверс.
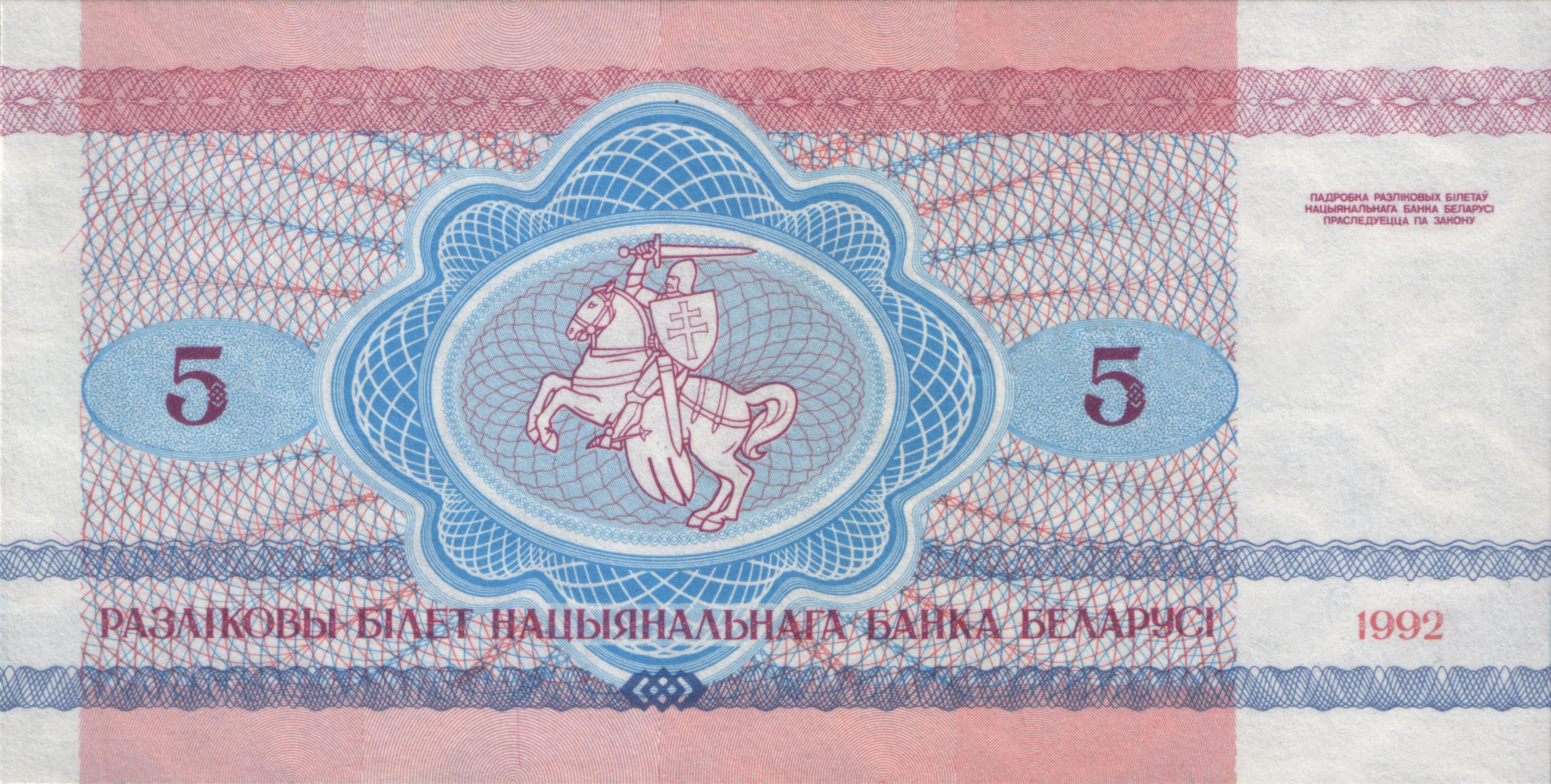
Белорусские 5 рублей (1992). Реверс.
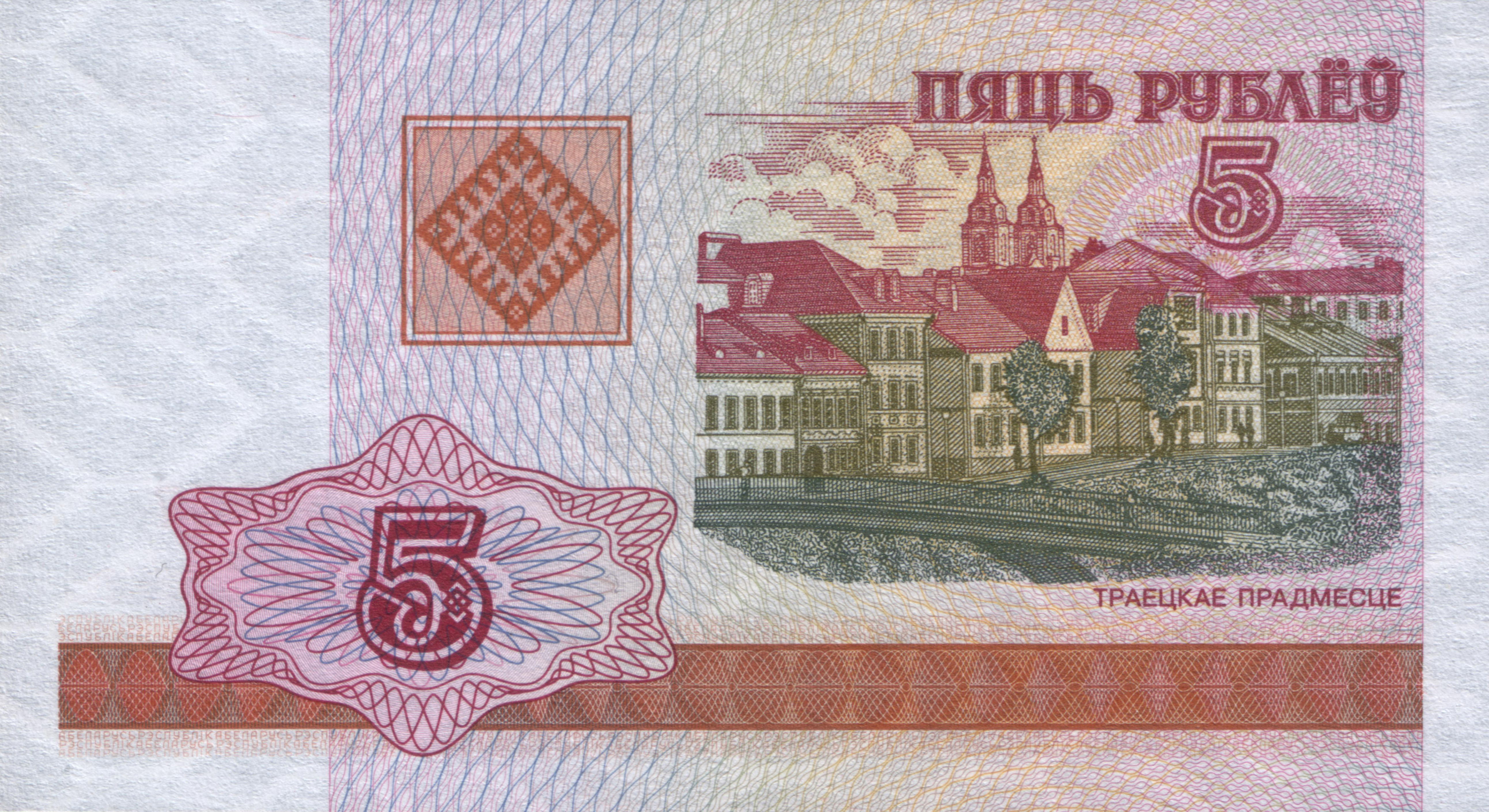
Белорусские 5 рублей (2000). Аверс.
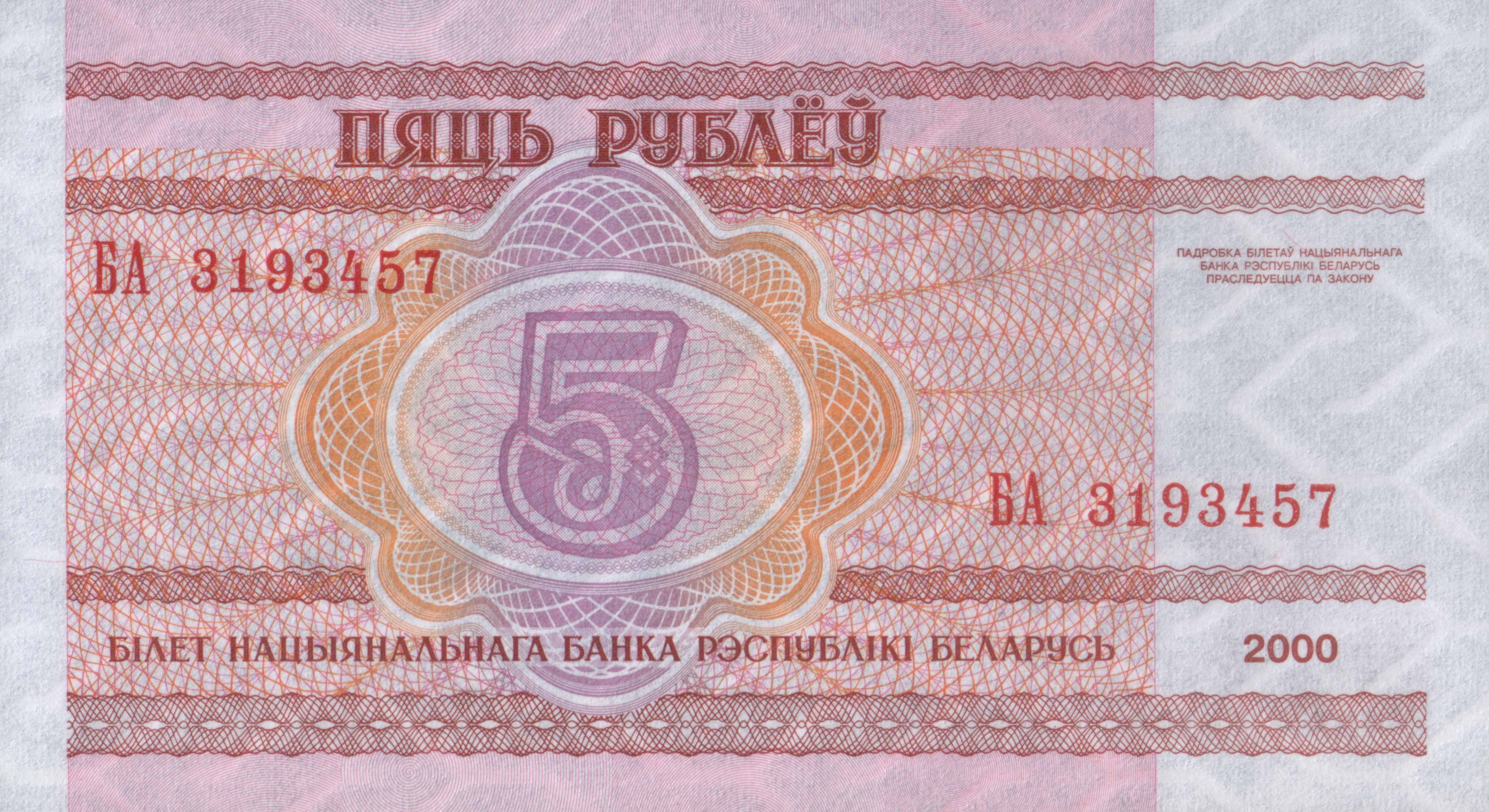
Белорусские 5 рублей (2000). Реверс.
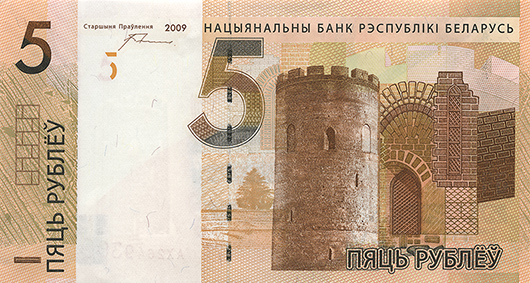
Белорусские 5 рублей (2009). Аверс.
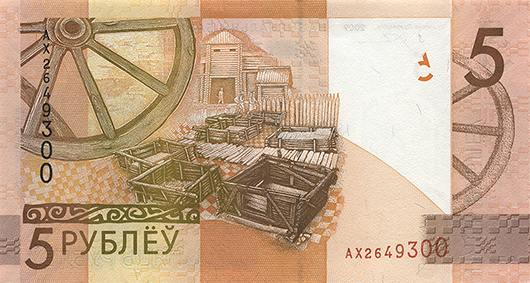
Белорусские 5 рублей (2009). Реверс.
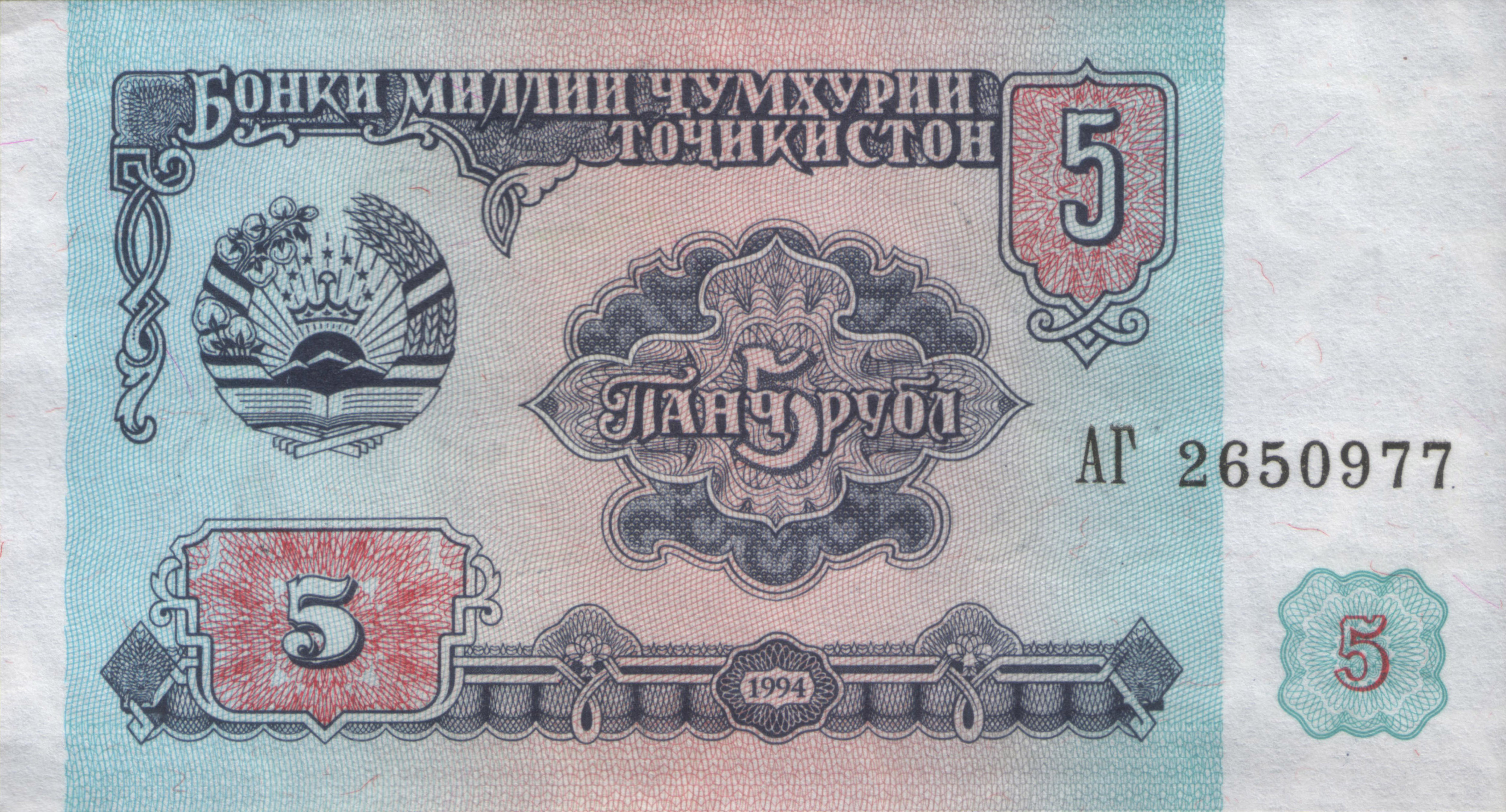
5 рублей Таджикистана (1994). Аверс.
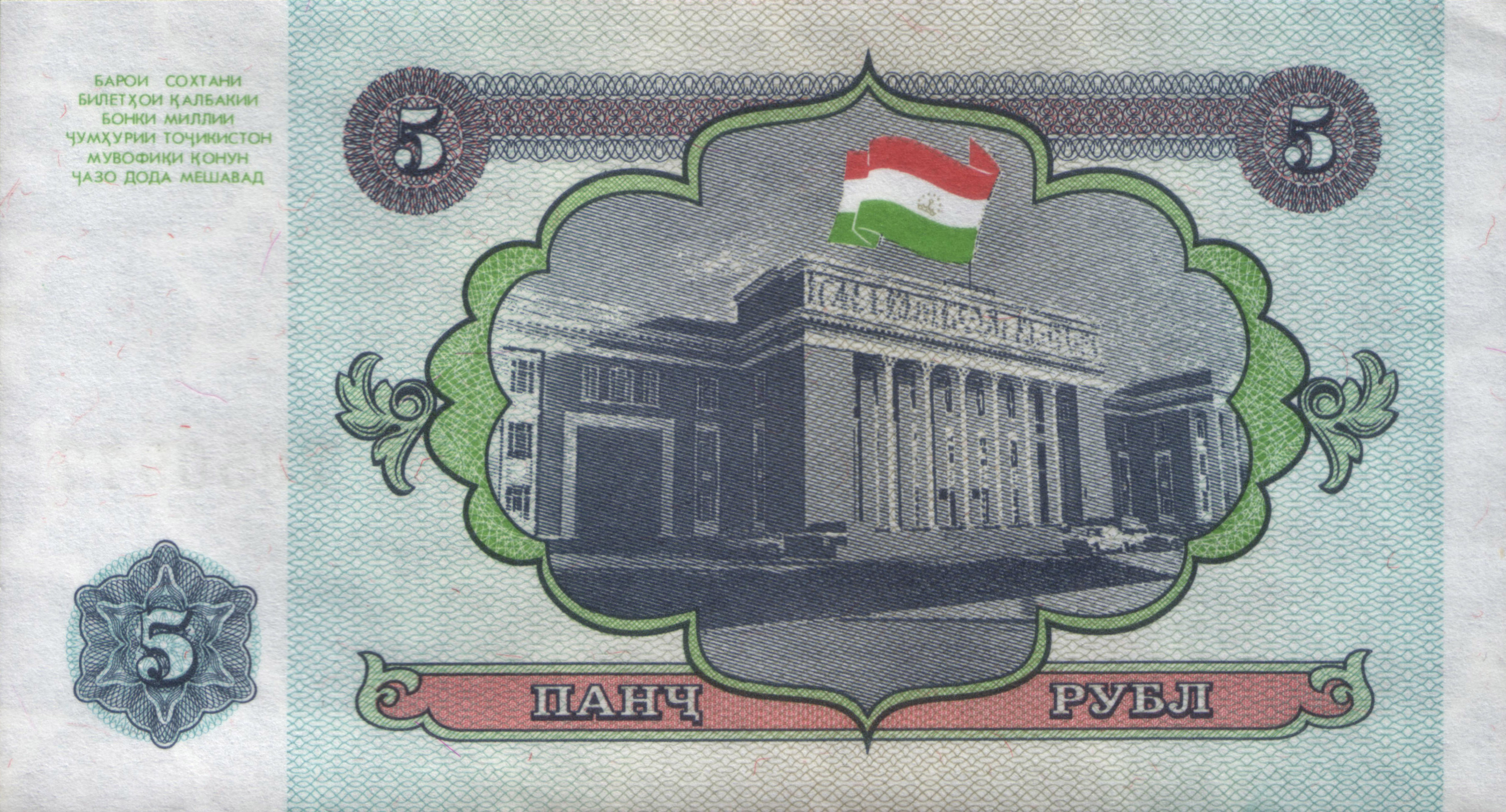
5 рублей Таджикистана (1994). Реверс.
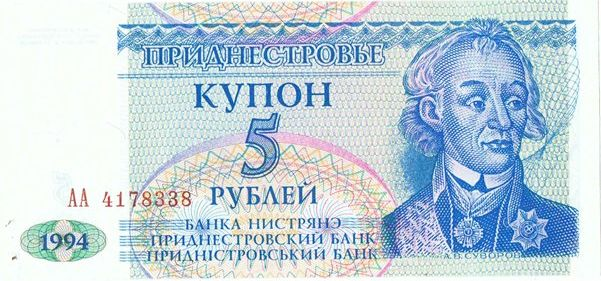
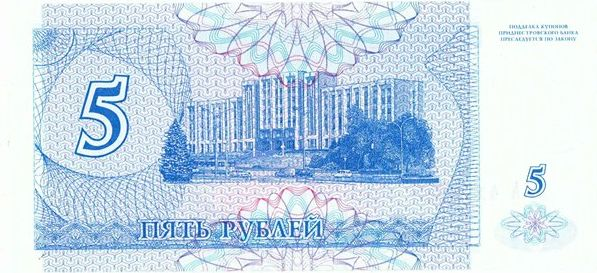
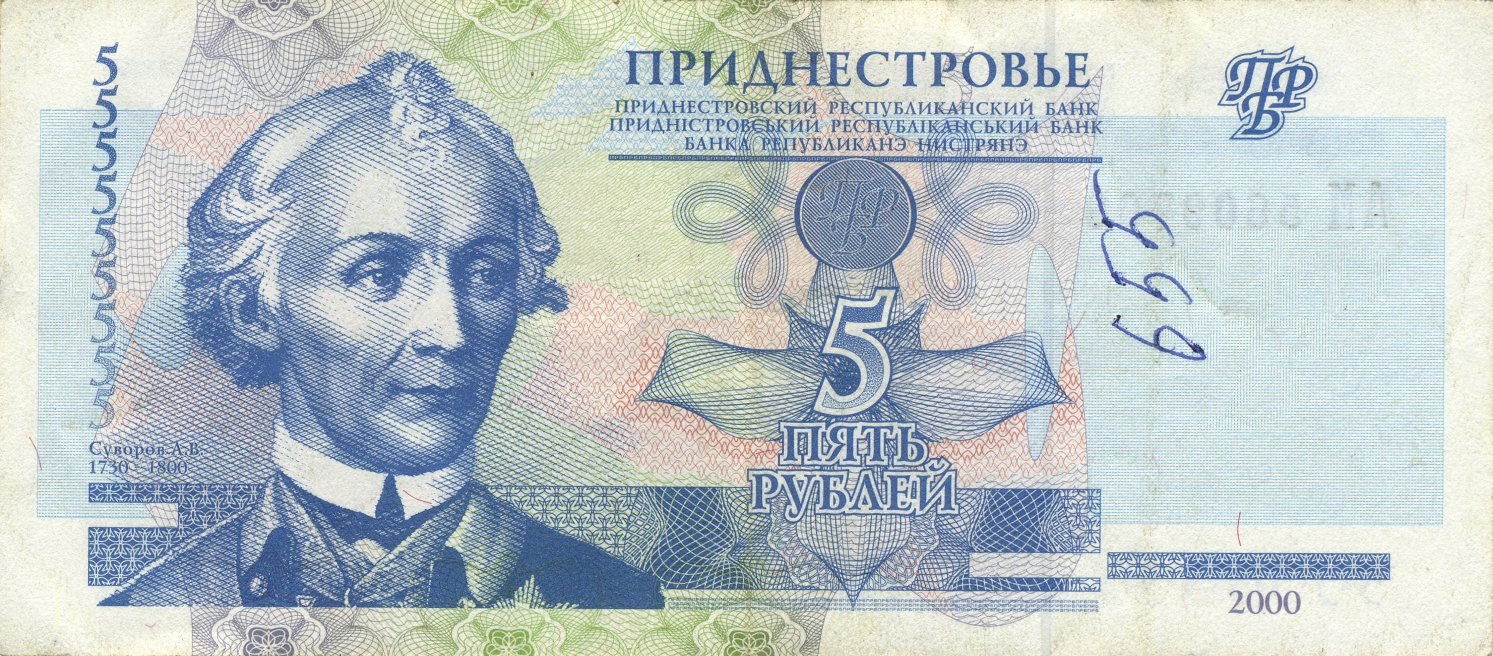
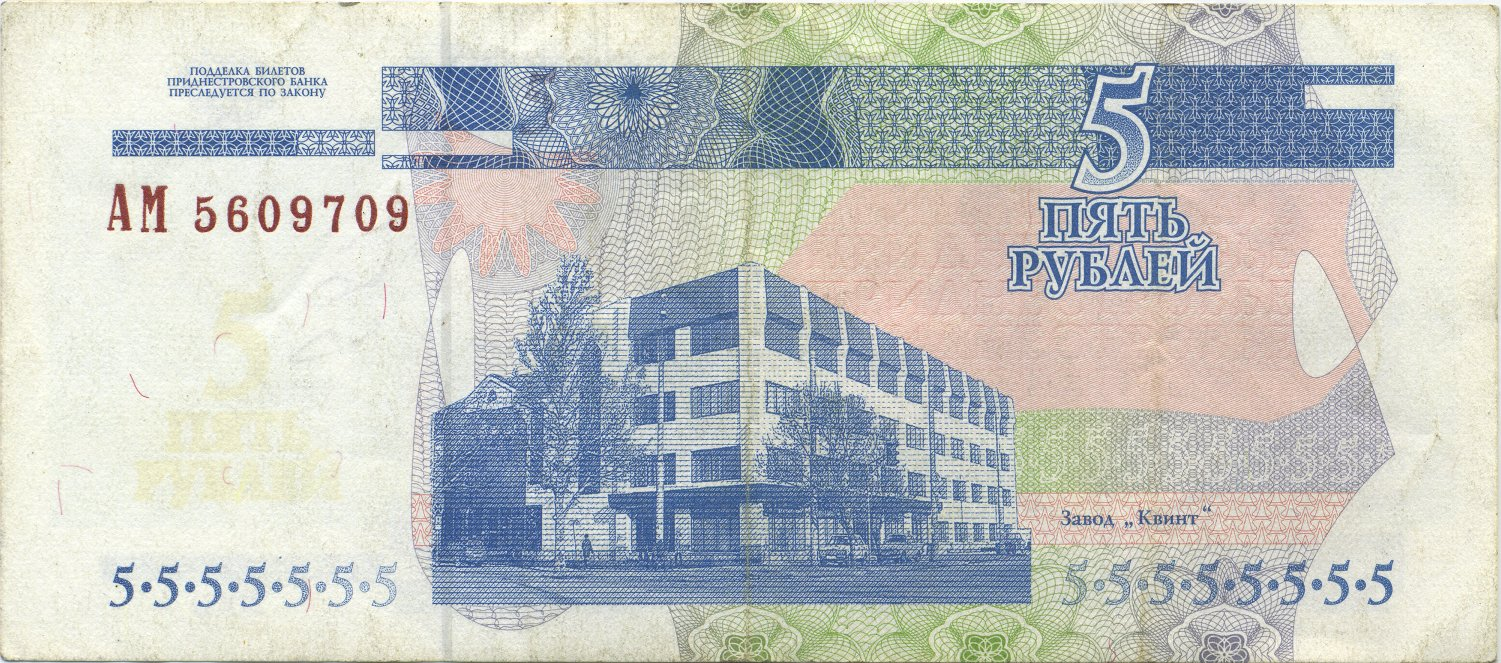
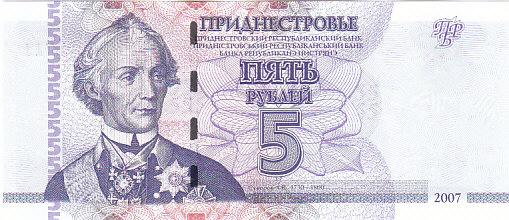
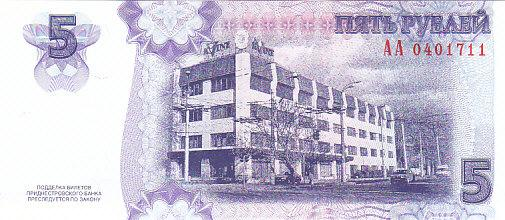
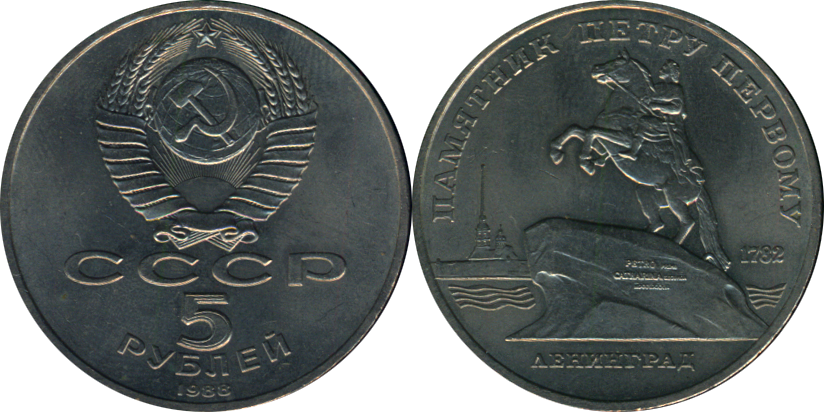
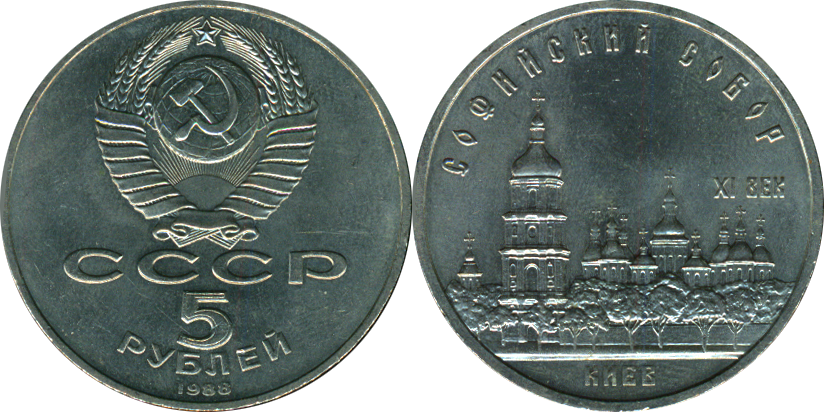
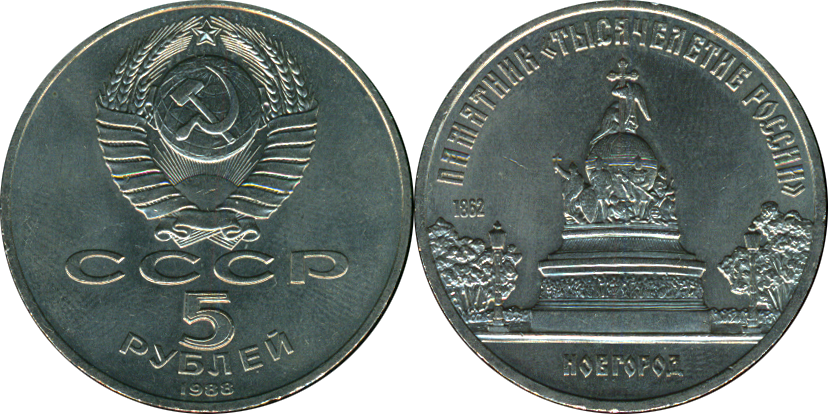